# Igreja Matriz Nossa Senhora do Rosário (Pirenópolis)
A Igreja de Nossa Senhora do Rosário, a Matriz de Pirenópolis, é o principal templo católico da Paróquia Nossa Senhora do Rosário, localizado na cidade de Pirenópolis, Goiás.
Para o povo goiano a Igreja de Nossa Senhora do Rosário é o maior centro da fé católica, e ainda daquelas que, pelo sincretismo, têm no local o ponto máximo da religião. É a mais tradicional igreja católica estado de Goiás, construída a partir de 1728 pela  Venerável Irmandade do Santíssimo Sacramento e dedicada a Nossa Senhora do Rosário, padroeira dos pirenopolinos. A imagem de Nossa Senhora do Rosário veio para Pirenópolis em 1727, sendo a padroeira da cidade.

## Histórico

### A construção
O Arraial das Minas de Nossa Senhora do Rosário, atual Pirenópolis, foi fundado em 7 de outubro de 1727, pelos mineradores que aqui se estabeleceram a fim de explorarem o potencial aurífero das margens do rio das Almas.
A construção da igreja que seria consagrada a Nossa Senhora do Rosário iniciou-se após a criação da Venerável Irmandade do Santíssimo Sacramento no ano de 1728, sendo construída por meio de um sistema misto em taipa de pilão, adobe, alvenaria de pedra e madeira.
Os primeiros registros relacionados à capela primitiva foram feitos em 1732, com o primeiro batizado realizado na igreja e em 1734, quando foram iniciados os registros no Livro de Óbitos dos sepultamentos realizados no local. A partir de 1736 os documentos a descrevem-na como Igreja Matriz da Paróquia Nossa Senhora do Rosário.

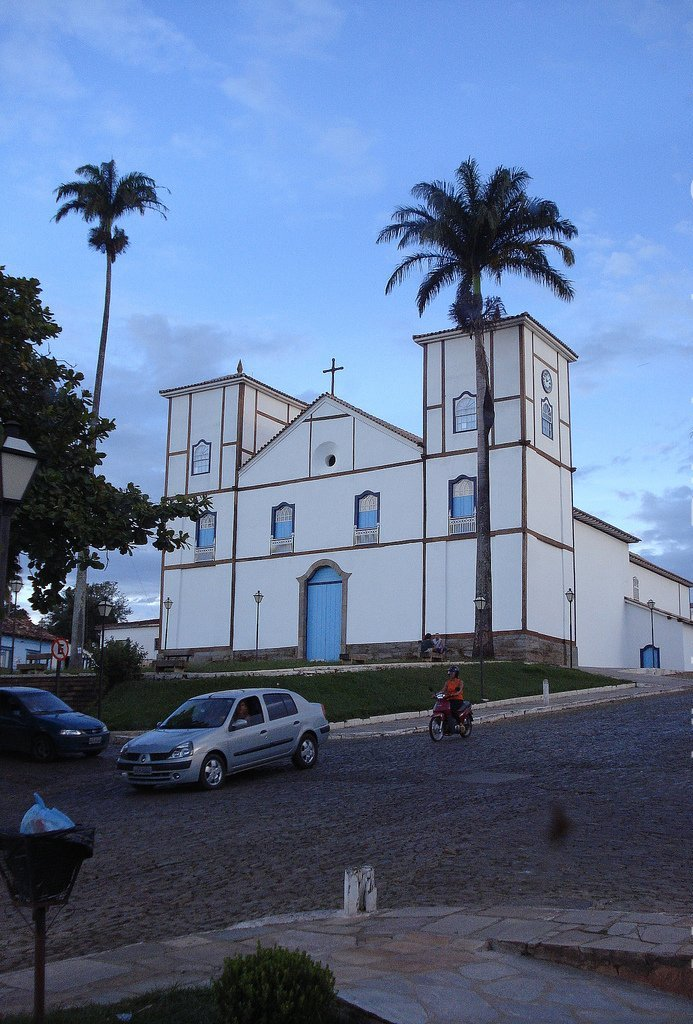
Igreja Matriz de Pirenópolis

Para chegar ao seu aspecto contemporâneo, a igreja passou por vários acréscimos e alterações. Em 1758 deliberou a Irmandade do Santíssimo para que fosse assentado o assoalho da capela-mor e, em 1761, foi construído o retábulo do altar-mor, dedicado a Irmandade e consagrado a padroeira Nossa Senhora do Rosário, além de locar as quatro janelas da capela-mor, portas de acesso à sacristia e ao consistório. A “camarinha”, espaço localizado atrás da capela-mor, foi acrescentada em 1763, ano em que foi deliberado pela Irmandade do Santíssimo Sacramento a construção da segunda torre, provavelmente a torre esquerda (lado do nascente).
As pinturas do frontispício do altar-mor foram executadas em 1766, por Reginaldo Fragoso de Albuquerque. Para aumentar espaço da capela-mor, em 1769 o altar principal foi recuado. As duas estátuas de anjos com trombetas e o cortinado que compõem o arco do cruzeiro foram feitos em 1770, em entalhe de madeira. Em 1771 foi feita a refundição do sino original, pelo mestre Manuel José Pereira. Em 1803 foi instalado o sino, que foi refundido em 1939 (o mesmo que permaneceu até o momento do incêndio de 2002). O botânico inglês William John Burchel (1823) passou pela região e fez registros da igreja com as torres mais altas do que a configuração atual.
Em 1832 foram deliberados grandes reparos na Matriz, que na verdade só aconteceram em 1838, com o desabamento do telhado sobre a arcada do altar-mor, dando início assim à reforma conduzida pelo Comendador Joaquim Alves de Oliveira, quando a igreja passou a adquirir sua feição contemporânea.
Entre os anos de 1863 e 1864 foram executadas a ornamentação da igreja, a pintura do forro da capela-mor e da abóbada do trono, pelos artistas meiapontenses Inácio Pereira Leal e Antônio da Costa Nascimento, auxiliados pelo jovem Francisco Herculano de Pina.
O relógio de Matriz foi instalado na torre sineira em 1866 e foi substituído por outro de pêndulo, de fabricação alemã, em 1885. Em 1936 foi demolido o púlpito bicentenário.
A Igreja Matriz de Pirenópolis foi tombada como Patrimônio Histórico e Artístico Nacional no ano de 1941. No período entre os anos de 1973 e 1986 o SPHAN (atual IPHAN) realizou vários reparos no edifício.

## Características
Em estilo colonial, a matriz tem os alicerces de cantaria (pedra) e as paredes feitas de taipa de pilão (barro socado). Apenas as paredes mais altas das torres são feitas de adobe (tijolo cozido ao sol). Na parte frontal, a taipa é reforçada por uma gaiola de madeira (aroeira), externa e internamente.
A igreja foi construída de forma que, a qualquer hora do dia, o sol ilumine a sua fachada. A torre do lado do nascente foi construída em 1763. Até essa época, só existia a torre onde se encontra o sino.

### Elementos artísticos

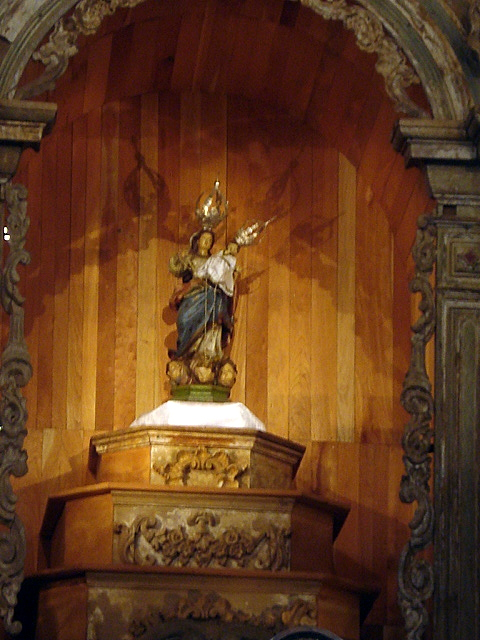
Nossa Senhora do Rosário - Padroeira de Pirenópolis

Em talha de madeira com laminações em ouro, os cinco magníficos altares expressam a habilidade e paciência dos eméritos entalhadores e marceneiros meiapontenses do século XIX.
O altar-mor, construído em 1761, expressa a feição típica de um barroco singelo bem como o uso parcimonioso dos ornatos dourados. Integram-no um trono central, que exibe a imagem de Nossa Senhora do Rosário, e dois nichos laterais, à meia altura, ocupados por São Vicente de Paulo, à esquerda, e por São José, à direita, além do medalhão que encimava o retábulo, onde se via esculpido a custódia ou ostensório, dedicado a Irmandade do Santíssimo.
As antigas estátuas da Igreja Matriz, em talha de madeira, são de origem portuguesa. Em 1773 já se encontravam nos altares laterais as imagens de Santo Antônio de Pádua, São Miguel,  Santa Ana e São Francisco de Paula, cada qual em seu altar e com suas devidas irmandades.
Do lado do Evangelho, o retábulo colateral é dedicado exclusivamente ao Sagrado Coração de Jesus. No retábulo lateral, encontram-se o altar de Nossa Senhora das Dores e as imagens de São Francisco de Paula, Santo Antônio de Pádua e Santo Emídio.
Do lado da Epístola, o retábulo colateral exibe o altar de São Miguel, a imagem de Nossa Senhora da Penha e, sob o altar, a imagem do Senhor Morto. No retábulo lateral, estão o altar de Santa Ana e as imagens de São João Batista e São Gonçalo.
O arco cruzeiro, emoldurado por um cortinado vermelho com franjas que imitam tecido, é ladeado por dois anjos que tocam trombetas e coroado por um medalhão com ornatos dourados.

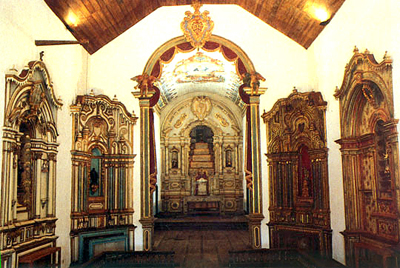
Retábulos antes do incêndio

## O Restauro de 1996 a 1999
Entre os anos de 1996 e 1999 foi feita a restauração arquitetônica e artística da Matriz, com participação da Sociedade dos Amigos de Pirenópolis, sob orientação do IPHAN, através de recursos fornecidos pela Telebrás, via Lei do Mecenato.
O processo de restauro contou com engenheiros, arquitetos, restauradores, mestres de obra e operários que, ligados por uma saudável e profícua convivência, se empenharam no aperfeiçoamento constante das tarefas realizadas.
Além de melhorar o nível técnico-profissional, a absorção da mão-de-obra local contribuiu para gerar empregos e para reter recursos na própria cidade. Desde o primeiro momento, o canteiro de obra manteve-se aberto à visitação pública, com exposições didáticas, organizadas com o objetivo de esclarecer cada aspecto do processo de restauro. O registro diário das etapas de trabalho e a documentação fotográfica profissional realizada em períodos determinados, além de permitirem o acompanhamento completo das obras, geraram significativas imagens que passaram a integrar o acervo da Igreja Matriz.

### Arquitetura
Os primeiros trabalhos concentraram-se na recuperação arquitetônica do edifício, já bastante danificado pela ação do tempo e dos predadores como cupins, abelhas, maribondo morcegos e pombos.

### Taipa de pilão
Para consolidar a estrutura e neutralizar os efeitos da decadência da taipa de pilão, usou-se uma técnica de enxerto dos vazios com alvenaria de tijolos maciços travados entre si e engastados na própria taipa. Arame farpado, colocado entre os tijolos e presos à estrutura de madeira, contribuíram, em alguns casos, para garantir uma maior aderência.

### Gaiolas de madeira
As gaiolas de madeira das fachadas principal e posterior passaram por uma revisão completa: peças deterioradas foram substituídas e cantoneiras metálicas introduzidas para possibilitar o reforço das junções estruturais.

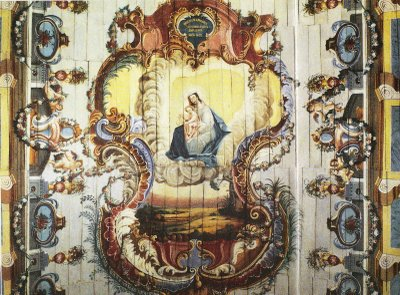
Pintura do forro, perdida no incêndio de 2002

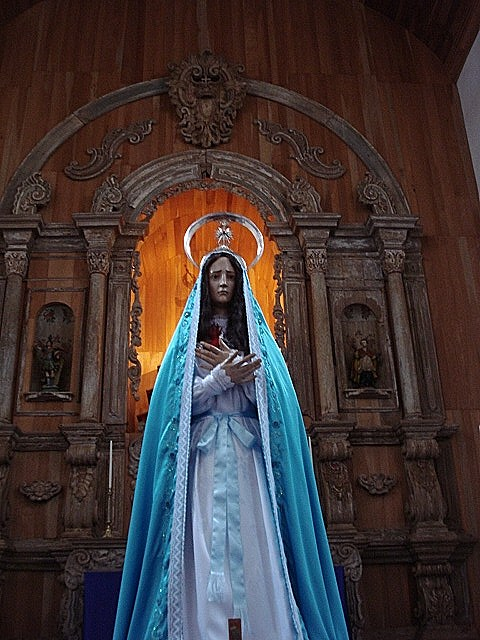
Nossa Senhora das Dores

### Barrado
Por meio da remoção de várias camadas de reboco e repinturas nas paredes da capela mor, foi possível resgatar uma pintura parietal possivelmente datada de 1863. A pintura, um barrado azul ornamentados com flores, foi restaurada em um trecho e replicada no restante da capela devido à falta de referências originais.

### Altar-mor
Após os trabalhos de recomposição de perdas, reintegração cromática, policromia e douramento, a pintura do frontispício do altar-mor, realizada originalmente em 1766 por Reginaldo Fragoso de Albuquerque, readquiriu a integridade e o colorido originais.

### Forro
A restauração da pintura do forro da capela-mor, realizada originalmente entre 1863 e 1864 pelos pintores meiapontenses Inácio Pereira Leal, Antônio da Costa Nascimento, permitiu resgatar a belíssima rosácea central dedicada à Padroeira.

### Arco cruzeiro
O arco cruzeiro, encimado por um medalhão, foi restaurado e todos os ornamentos em talha de madeira, inclusive as quatro colunas que emolduram o nicho central e o sacrário, readquiriram sua feição original.

### Imaginária
A imagem de Nossa Senhora das Dores foi restaurada e assentada no retábulo lateral para que, por meio de sua imagem, se fizessem lembrados e venerados os sofrimentos de Maria.
A imagem da Padroeira Nossa Senhora do Rosário, trazida de Portugal no século XVIII, se fez renovada e voltou a ocupar o trono central do altar-mor da Matriz que lhe foi consagrada.

## O Incêndio
Em 5 de setembro de 2002 a igreja sofreu um incêndio que consumiu o telhado e toda a parte interna do monumento. No mesmo ano iniciaram-se as obras de salvamento emergencial do edifício. O início das obras de restauração aconteceu em 2003 e, em 2004, foi aberta a exposição Canteiro Aberto.

## A reconstrução
A reconstrução da Igreja Matriz iniciou em 2003, sendo reinaugurada em 30 de março de 2006.

### Canteiro Aberto: visitando a obra
O Canteiro Aberto, exposição montada no interior da Igreja Matriz Nossa Senhora do Rosário, permitiu que os moradores de Pirenópolis e visitantes pudessem acompanhar o processo de restauração, iniciado após o incêndio de setembro de 2002.
Aberta para a visitação no dia 29 de maio de 2004 e funcionando até 17 de Janeiro de 2006, a exposição recebeu um total de 35.000 visitantes de todas as regiões do Brasil e de outros países.
Através de painéis explicativos, visitas guiadas e da própria observação do edifício, foi promovido um interessante trabalho de educação patrimonial, onde os visitantes puderam interagir com o edifício, conhecendo seu valor histórico, religioso e social e participar do restauro através das críticas e sugestões.
O Canteiro Aberto sensibilizou e emocionou a muitos que o visitaram, com a beleza e grandiosidade do edifício atingido pelo incêndio, deixando em seus visitantes grandes expectativas para a conclusão do restauro.

### O Renascimento de um Edifício

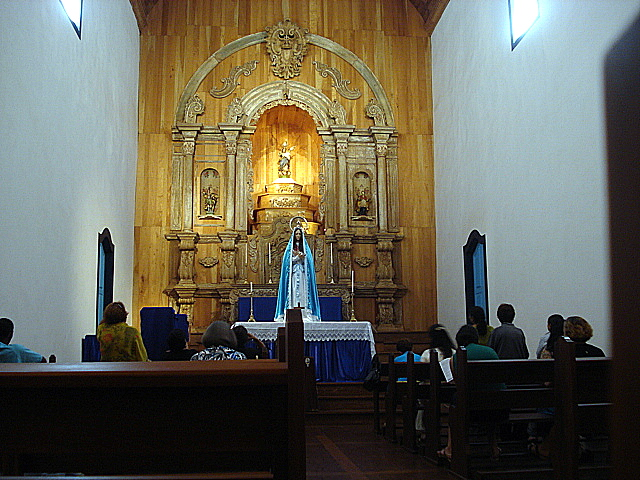
Setenário - Semana Santa

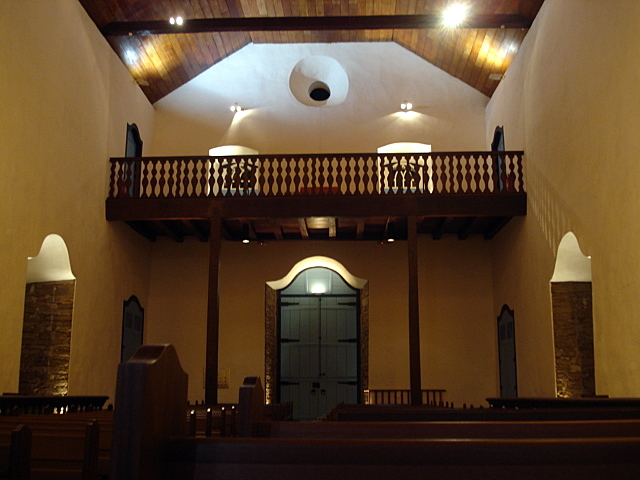
Interior da Igreja

A Matriz, como uma fênix, ressurgiu literalmente das cinzas para ocupar o seu lugar no cenário e na paisagem da bucólica da cidade de Pirenópolis. Após o impacto do grave incêndio, que destruiu boa parte da Igreja, apenas três anos depois de uma meticulosa obra de restauração, ficou a questão: como a cidade enfrentaria a perda parcial de seu maior ícone arquitetônico e urbano? Com o futuro comprometido pela avaria de seu imponente símbolo incrustado no coração da cidade, sem dúvida tratava-se de uma obra que, mexendo com a mente e a alma de todos, causava controvérsias.
Houve os que duvidavam do sentido de se recuperar alguma coisa a partir do que chamavam de ruína. Outros insistiam que era importante preservar a integridade da própria ruína, sem nada acrescentar. Quando muito, diziam, dever-se-ia deixar a grama crescer e, eventualmente, utilizar o local para atividades culturais como shows etc.[carece de fontes?]
Mas a que ruína se referiam? Para existir uma ruína, é necessário e indispensável decorrer algum tempo, ou seja, o arruinamento se dá, de forma progressiva, com o fluir do tempo. Com a Matriz, o que ocorreu foi um acidente grave, um violento incêndio que rapidamente consumiu boa parte da igreja, sem que houvesse sequer espaço para a ação do tempo.
De qualquer forma, o sinal para a restauração surgiu de uma decisão coletiva da comunidade pirenopolina.[carece de fontes?]
A posição de consenso do Instituto do Patrimônio Histórico e Artístico Nacional (IPHAN) na defesa desse patrimônio nacional foi de apoiar a restauração e a reinserção do monumento na paisagem. As dúvidas ficaram por conta apenas da pertinência de uma ação integral ou parcial de recuperação, ou refazimento, dos elementos artísticos destruídos pelo fogo.
Isso posto, foi imediatamente implantada pelo IPHAN uma UTI – Unidade de Terapia da Igreja - que pretendia cuidar da Matriz como de um doente grave. Uma imensa cobertura metálica dava proteção às paredes de barro cru em taipa de pilão e, junto com os imprescindíveis escoramentos das aberturas de portas e janelas, preparava o monumento para o futuro e delicado "ato cirúrgico" de restauração.
Por intermédio da Sociedade dos Amigos de Pirenópolis (SOAP) foi então elaborado, pela Lei de Incentivo à Cultura e pela Lei Goyazes, um projeto que, após sua aprovação no Conselho Nacional de Cultura (MinC/PRONAC) e na Agência Goiana de Cultura Pedro Ludovico (AGEPEL), possibilitou a captação dos recursos que, vindos da Caixa Econômica Federal (CAIXA), das  Centrais Elétricas de Goiás (CELG), do Banco Nacional de Desenvolvimento Econômico e Social (BNDES) e da Petrobras e com o apoio do Instituto Brasileiro do Meio Ambiente (IBAMA), permitiram dar início às obras.
Nascia assim o Canteiro Aberto, norteado desde logo pelos princípios de comunicação social e garantia da participação da comunidade no processo de restauro do templo. Tapumes transparentes e uma exposição no interior da Igreja tinham, entre outros objetivos, os de contribuir para a cicatrização paulatina das feridas deixadas pelo incêndio, a reinserção imediata do grande volume na paisagem da cidade e a sensibilização da sociedade após o impacto.
O acidente, ao despir todo o sistema construtivo, revelou a fortaleza daquelas verdadeiras muralhas de barro assentadas sobre cantaria de pedra que, a despeito dos 300 anos de história e das altíssimas temperaturas durante horas de fogo, se mantiveram em pé e firmes.

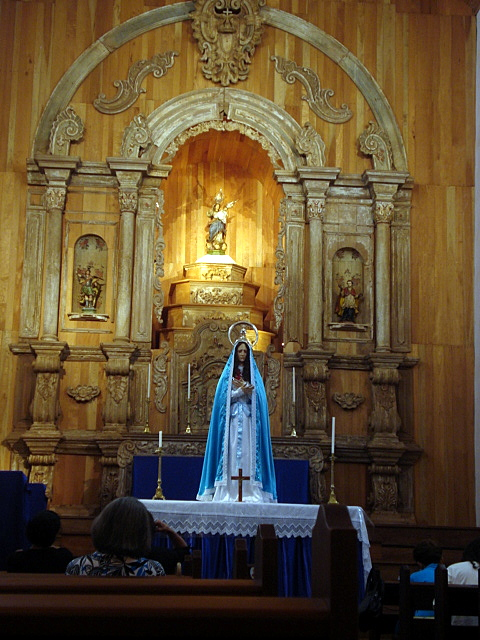
Altar Principal

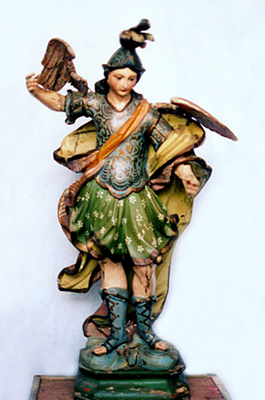
Imagem de São Miguel

Um canteiro digital foi providenciado para armazenar as imagens fotográficas disponibilizadas em um banco acessível pela internet, e foi dada seqüência a um meticuloso processo de documentação também em vídeo.
A riqueza das soluções criativas no canteiro de obras tais como: rabo de cavalo, adobe de pilão, andaime móvel e injeção de barro, dentre outras, deveu-se principalmente à harmoniosa convivência entre técnicos e operários. Sem subverter a imprescindível hierarquia de trabalho e levando em conta a qualidade da mão-de-obra local, a equipe aprendeu a pensar em conjunto - trocar idéias, amadurecê-las e tomar coletivamente as decisões.
O termo carapinas, empregado usualmente em Pirenópolis para denominar aqueles que se dedicam ao trabalho com madeiras, demonstra a herança portuguesa no trato com esse material. Remontando a períodos da história da colonização, a arte da madeira é ainda uma forte marca na cidade, tanto na arquitetura como no mobiliário produzido e comercializado para diversos lugares do país e do mundo. A presença no canteiro de alguns desses mestres carapinas possibilitou, em um período de pouco mais de dois anos, o aperfeiçoamento de uma série de aprendizes que, ao final, se capacitaram para o desempenho de diferentes tipos de tarefas, com alta competência técnica e operacional.
Com o respaldo de um denso referencial teórico, foram estudadas as soluções empregadas na Europa do pós-guerra: nos monumentos das duas Alemanhas; na reconstrução integral do centro urbano de Varsóvia pós-nazismo; na reconstrução, após um acidente, da Torre da Praça de São Marcos em Veneza. E estudamos o ocorrido em Dubrovnik, capital da antiga Iugoslávia, onde uma guerra étnico-religiosa destruiu a cidade patrimônio cultural da humanidade, levando em conta o compromisso das nações integrantes da UNESCO com a sua preservação de acordo com os princípios internacionais que regem o tema patrimônio da humanidade.
Afinal, a pergunta que não quis calar: no caso da Matriz de Pirenópolis houve um restauro ou uma reconstrução? Ao afirmar que se tratou de uma reinserção do volume na paisagem ou da reapropriação de um importantíssimo ícone simbólico e espiritual, temos a certeza de que estamos no campo e no domínio restrito do restauro. Por mais cuidadosa que seja sua conservação, um monumento não se mantém por toda a eternidade sem as inevitáveis ações de restauro e conservação das características que lhe conferem originalidade e legitimidade. Podem ser trocadas as portas desgastadas pelo tempo, a cobertura, seu tabuado, sua pintura, sem que isso signifique uma reconstrução.
Na Matriz, a ancestral taipa de pilão falou mais alto, resistiu às intempéries do tempo e à agressão do fogo e se recompôs para que o próprio tempo possa avaliar melhor sua trajetória.
E, se cada caso é um caso, na Matriz cabe reafirmar sua verdadeira restauração. Restauração de sua função simbólica, de sua função social e cultural, de sua importância arquitetônica e urbana, de sua centralidade espacial na cidade e de sua primazia na paisagem, de seu papel histórico e, sobretudo, de sua condição de obra de arte contextualizada no tempo e no espaço.
A Matriz de Pirenópolis encerra a história de um monumento que, a despeito das várias formas pelas quais se revelou ao longo do tempo, conservou sua essência primeira, mantendo sempre viva sua destinação original. Ora as torres foram altas e, por infortúnios do tempo, tiveram que ser rebaixadas... ora a capela-mor foi pequena, e teve que ser aumentada... ora o arco cruzeiro ruiu, e teve que ser restaurado, graças ao empenho do Comendador Joaquim Alves da Silva em sua memorável passagem pela cidade.

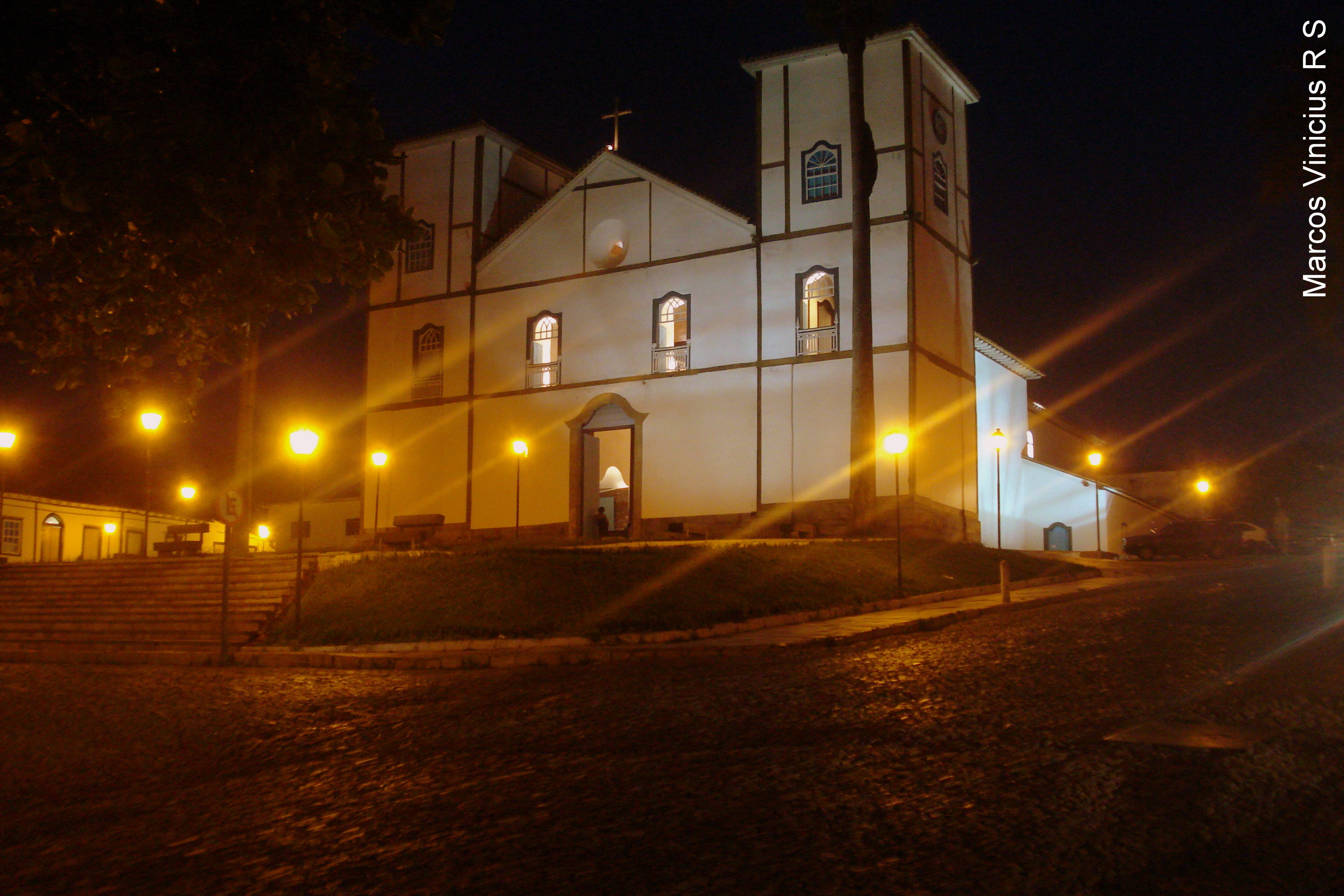
Fachada Principal, visão noturna

Mas a Matriz perpetuou-se como nasceu, simples, bela e verdadeira. Uma obra de arte que, inscrita em 1941 no livro de tombo do patrimônio histórico e artístico nacional, foi reconhecida como tal desde os tempos pioneiros do IPHAN. Uma menina que se tornou senhora, cercada dos cuidados que a memória nacional requer, uma obra de arte que merecia ser restaurada, jamais replicada.
Quanto aos elementos artísticos levados pelo incêndio, o tempo tratou de buscar no passado uma curiosa solução. A religiosidade brasileira fez edificar em Pirenópolis duas igrejas do Rosário: a dos brancos e a dos pretos. Estes últimos, impedidos de freqüentar a Matriz que haviam ajudado a erguer, viram-se obrigados a construir outra igreja para a mesma santa de devoção. E, por muitos anos, conviveram os dois edifícios com suas fachadas voltadas uma para a outra. Até que, por força de intervenções desastrosas que tentaram tornar o colonial em neogótico a exemplo do que ocorreu em outros tantos monumentos do Brasil afora, a igreja dos pretos veio a ruir, ficando o seu altar-mor preservado e guardado por mais de sessenta anos.
Com o acidente da Matriz, configurou-se uma situação inusitada - uma igreja sem altar-mor e um altar-mor sem igreja. Era chegada a hora de, unindo os homens de todas as cores e mesma fé, transplantar, para o doente já recuperado, um coração, a alma da Nossa Senhora do Rosário dos brancos, dos pretos e dos mestiços. A alma da Nossa Senhora do Rosário do povo brasileiro e pirenopolino.
As soluções adotadas para os elementos artísticos da igreja privilegiaram a simplicidade dos materiais e a autenticidade das técnicas construtivas, em harmonia com as conquistas tecnológicas do tempo histórico presente. Deixando a descoberto os relevos na taipa que outrora abrigavam os altares laterais, ou incorporando no altar-mor uma talha original da antiga igreja dos pretos da mesma santa de devoção, buscou-se reter no interior do edifício as marcas mais significativas e contundentes do passado vistas sob a luz do aqui e agora.
Por tudo isso, a intervenção restauradora não pode ser caracterizada como um restauro autoral, mas como um processo de restauro coletivo que procurou, por meio da consolidação do templo, o resgate da fé de um povo.
Agora só resta aguardar pacientemente o julgamento da história. O restauro de um monumento é feito do tempo do fazer, do tempo do admirar, do tempo do envelhecer e do tempo de se perpetuar e se lançar para o futuro.

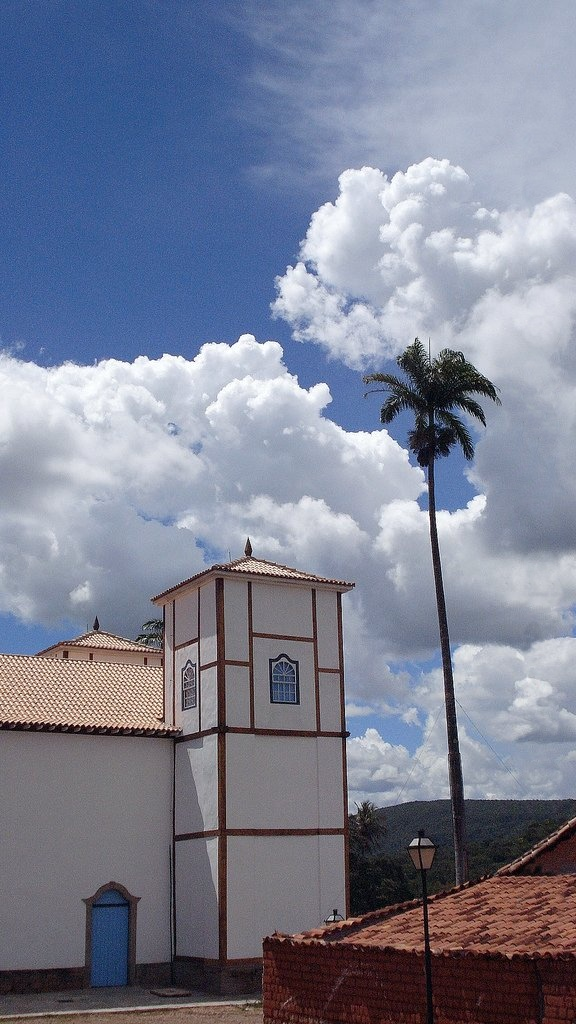
Torre do Batistério
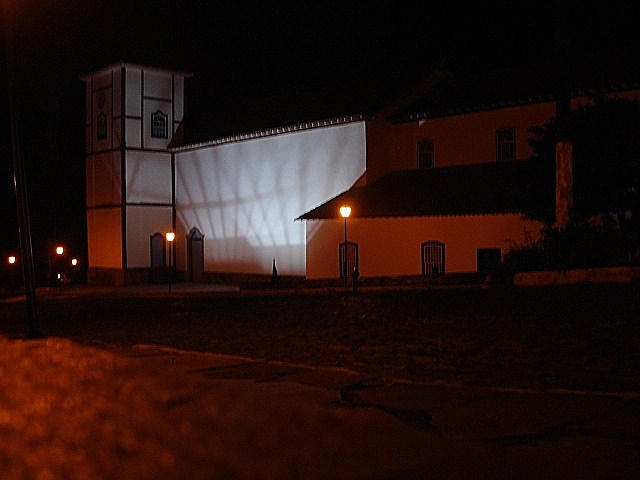
Vista noturna da Igreja Matriz
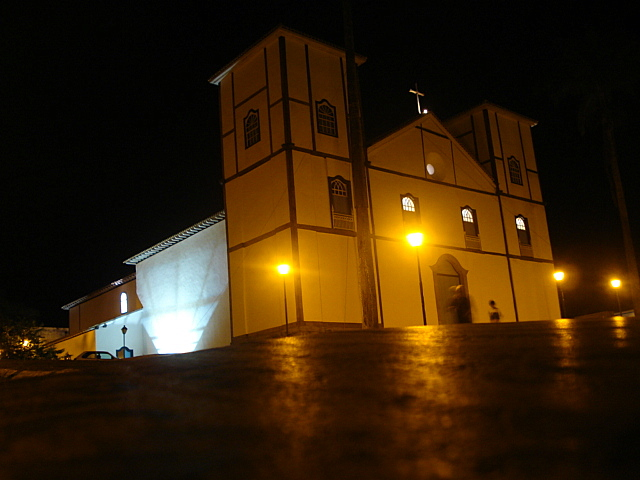
Vista noturna
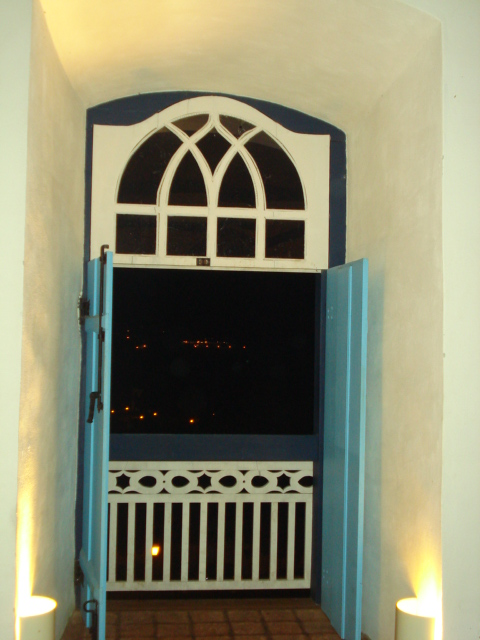
Janela Aberta, vista por dentro